# جایزه بزرگ اسپانیا ۱۹۸۱
جایزه بزرگ اسپانیا ۱۹۸۱ (انگلیسی: ‎1981 Spanish Grand Prix‎)، که به‌طور رسمی با نام بیست و هفتمین جایزه بزرگ اسپانیا شناخته می‌شود، یک مسابقهٔ موتوری در رشتهٔ اتومبیل‌رانی فرمول یک بود که در تاریخ ۲۱ ژوئن ۱۹۸۱ در جاراما واقع در جارما، اسپانیا برگزار شد. این گراند پری در میان ۱۵ گراند پری در فصل ۱۹۸۱، مسابقهٔ شمارهٔ ۷ بود.
در این مسابقه که در ۸۰ دور و به مسافت ۲۶۴٫۹۶ کیلومتر (۱۶۴٫۶۳۹ مایل) برگزار شد، پول پوزیشن توسط ژاک لافیت کسب شد و سریع‌ترین زمان برای طی یک دور پیست که برابر با ۱:۱۷٫۸۱۸ بود نیز توسط آلن جونز به ثبت رسید.
ژیل ویلنوو از تیم فراری، ژاک لافیت از تیم لیجیه-ماترا و جان واتسون از تیم مک‌لارن-فورد به‌ترتیب مقام‌های اول تا سوم مسابقه را کسب کردند.

## رده‌بندی قهرمانی پس از مسابقه
| جایگاه | راننده        | امتیاز |
| ------ | ------------- | ------ |
| ۱      | کارلوس روتمان | ۳۷     |
| ۲      | آلن جونز      | ۲۴     |
| ۳      | نلسون پیکه    | ۲۲     |
| ۴      | ژیل ویلنوو    | ۲۱     |
| ۵      | ژاک لافیت     | ۱۷     |
| منبع:  |               |        |

| جایگاه | سازنده       | امتیاز |
| ------ | ------------ | ------ |
| ۱      | ویلیامز-فورد | ۶۱     |
| ۲      | فراری        | ۲۶     |
| ۳      | برابام-فورد  | ۲۵     |
| ۴      | لیجیه-ماترا  | ۱۷     |
| ۵      | لوتوس-فورد   | ۱۲     |
| منبع:  |              |        |

یادداشت
- تنها پنج جایگاه نخست از هر رده‌بندی نمایش داده شده است.